# هارون نيفيل
هارون نيفيل (بالإنجليزية: Aaron Neville)‏ هو موسيقي ومغني أمريكي، ولد في 24 يناير 1941 في نيو أورلينز في الولايات المتحدة.

## وصلات خارجية
- الموقع الرسمي
- هارون نيفيل على موقع IMDb (الإنجليزية)
- هارون نيفيل على موقع روتن توميتوز (الإنجليزية)
- هارون نيفيل على موقع ميوزك برينز (الإنجليزية)
- هارون نيفيل على موقع رولينغ ستون (الإنجليزية)
- هارون نيفيل على موقع إن إن دي بي (الإنجليزية)
- هارون نيفيل على موقع أول ميوزيك (الإنجليزية)
- هارون نيفيل على موقع ديسكوغز (الإنجليزية)
- هارون نيفيل على موقع قاعدة بيانات الفيلم (الإنجليزية)